# 維斯塔恩坎塔達 (亞利桑那州)
維斯塔恩坎塔達（英語：Vista Encantada）是位於美國亞利桑那州可可尼諾縣的一個非建制地區。該地的面積和人口皆未知。

## 地理
維斯塔恩坎塔達的座標為36°13′50″N 111°58′25″W / 36.23056°N 111.97361°W，而該地的平均海拔高度為2564米（即7412英尺）。